# Basilika Unserer Lieben Frau vom Rosenkranz und des hl. Benedikt des Mohren

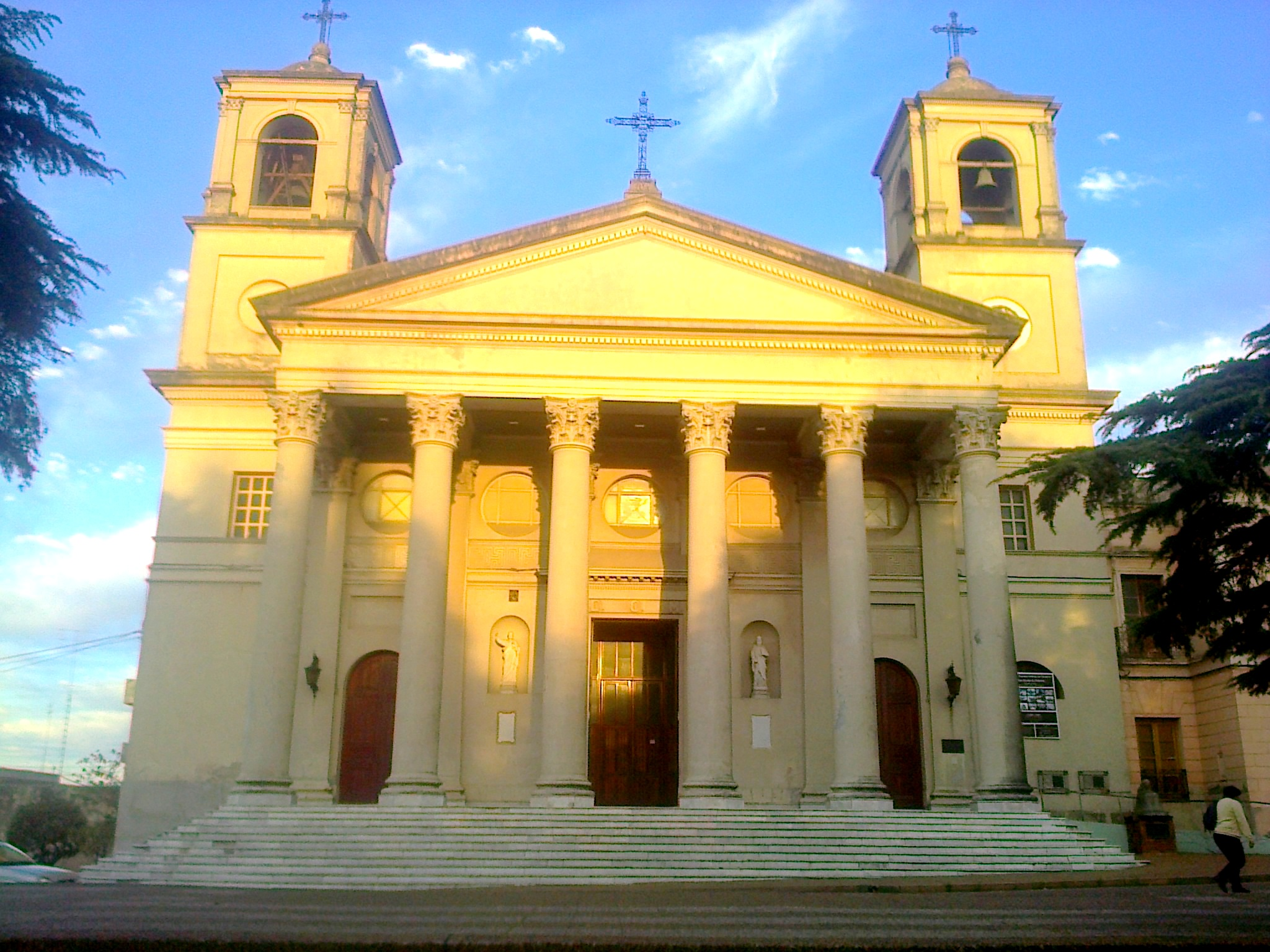
Fassade der Basilika

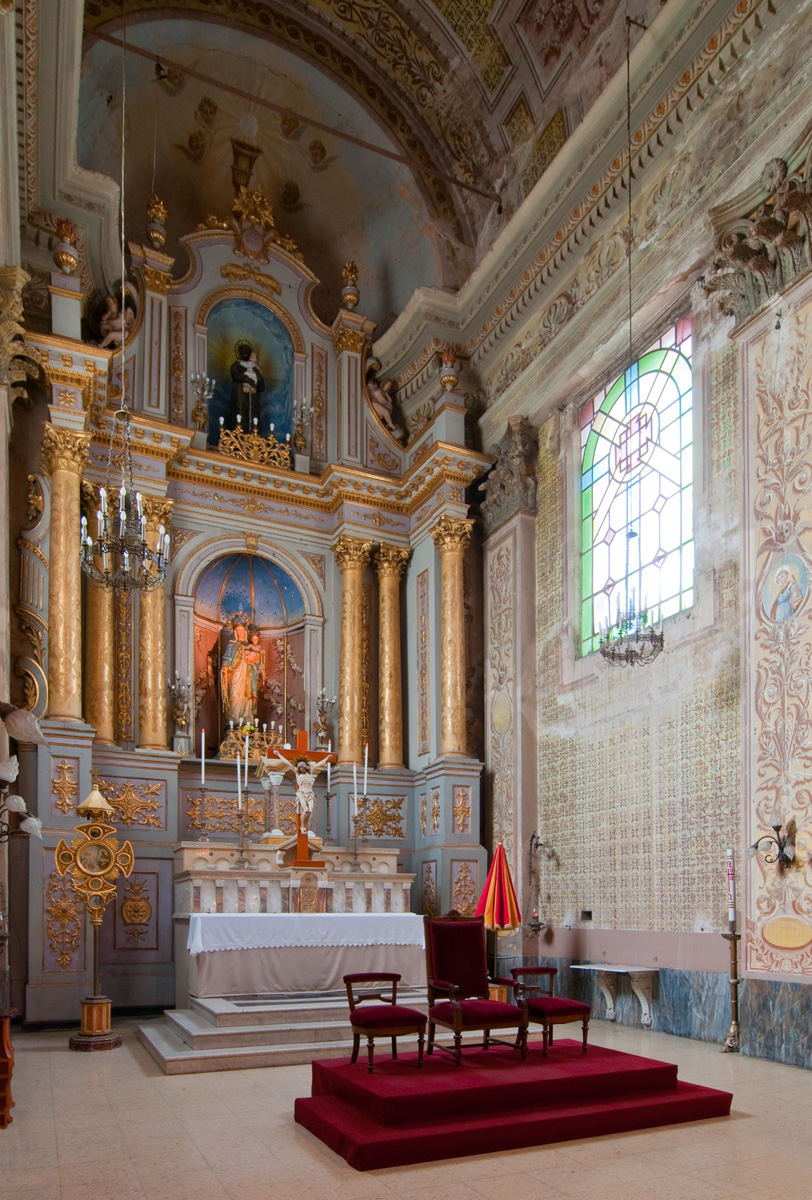
Hochaltar mit Altarbildern der Patrozinien, rechts vom Altar der Padiglione der Basilicae minores

Die Basilika Unserer Lieben Frau vom Rosenkranz und des hl. Benedikt des Mohren (spanisch Nuestra Señora del Rosario y San Benito de Palermo) ist eine römisch-katholische Pfarrkirche in der Departementhauptstadt Paysandú, Uruguay. Die zum Bistum Salto gehörende Kirche ist Unserer Liebe Frau vom Rosenkranz und Benedikt dem Mohren gewidmet. Die denkmalgeschützte Kirche hat den Rang einer Basilica minor.

## Geschichte
1786 soll es eine erste Kapelle am Ort gegeben haben, die Kirchengemeinde wurde 1805 gegründet. 1815 gab es eine einfache strohgedeckte Kirche mit Glockenturm. Für die heutige Kirche wurde 1860 der Grundstein gelegt. Der Bau im Stil der Neorenaissance erfolgte durch die Baumeister Bernardo und Francisco Poncini. Aber schon während der Belagerung von Paysandú im Uruguayischen Krieg 1864 wurde die Kirche schwer beschädigt. Der Wiederaufbau wurde 1873 geweiht und bis 1879 fertiggestellt.

## Ausstattung
Der neue Altar fiel 1882 einem Brand zum Opfer und wurde 1884 ersetzt. Die Ausführung des Wand- und Deckenschmucks mit Fresken von Antonio Buscaglia wurde 1900 abgeschlossen. 1906 wurde der Mosaikfußboden verlegt und eine aus Deutschland kommende Walcker-Orgel installiert. Die Orgel mit zwei Manualen und mit 23 Registern wurde 1997 restauriert. Die älteste Kirchenglocke trägt die Inschrift Sante Nicolae, Ora Pro Nobis ano 1689, dazu wurden 1909 sechs neue Glocken aus Italien beschafft.

## Würdigung
Im Jahr 1949 erhob Papst Pius XII. die Kirche als erste in Uruguay in den Rang einer Basilica minor. Das Bauwerk wurde 1997 zum nationalen historischen Denkmal (Monumento Histórico Nacional) erklärt. Die Ausstattung der Kirche ist wegen der klimatischen Verhältnisse sehr restaurierungsbedürftig.